# شیطان‌گرایی لاویایی

علامت بافومت علامت رسمی شیطان‌گرایی لاویایی و کلیسای شیطان است.

شیطان‌گرایی یا شیطان‌پرستی لاویایی (ترجمه صحیح‌ترِ Satanism، شیطان‌گرایی است) (به انگلیسی: LaVeyan Satanism) یک مکتب فلسفی یا دین است که در سال ۱۹۶۶، به دست پژوهشگر علوم غیبی و نویسنده آمریکایی انتان لاوی، پایه‌گذاری شد. پژوهشگران دینی، این دین را به عنوان یک جنبش نوپدید دینی طبقه‌بندی کرده و آن را شکلی از باطن‌گرایی غربی می‌دانند. شیطان‌گرایی لاویایی، یکی از انواع گوناگون جنبش‌هایی است که خود را به عنوان شکلی از شیطان‌پرستی معرفی می‌کنند.
در حال حاضر پیتر اچ. گیلمور به عنوان کاهن اعظم، رهبری شیطان‌پرستان لاویایی را بر عهده دارد.

## اصول و مبانی
شیطان‌گرایی بر چندین اصل استوار است که از مهم‌ترین آن‌ها می‌توان به ماده‌باوری، فردگرایی، داروینیسم اجتماعی، عینیت‌گرایی، خودپرستی عقلایی، عشق به زندگی و لذت‌گرایی کنترل شده (بر پایه اپیکوریسم)، با تکیه بر نسبی‌گرایی اخلاقی اشاره کرد.
دکترین شیطان‌گرایی لاویایی در کتاب انجیل شیطانی لاوی بیان شده است. این دین دیدگاه ماده‌باورانه دارد و وجود موجودات فراطبیعی، روح و زندگی پس از مرگ را رد می‌کند. باورمندان به این دین به وجود شیطان اعتقاد ندارند و او را پرستش نمی‌کنند؛ بلکه شیطان را به عنوان نمونه‌ای مثبت از غرور، شهوت و روشنگری می‌دانند. شیطان به‌عنوان نمادی برای اعتراض در برابر ادیان سامی نیز انتخاب شده است که لاوی آن‌ها را سرکوب‌کننده غریزه‌های طبیعی انسان و مشوق بی‌خردی دانسته و نقد می‌کند. این دین یک جهان‌بینی طبیعت‌گرایانه را ترویج می‌کند و انسان را حیواناتی می‌بیند که در یک جهان بی‌اخلاق زندگی می‌کنند. ایده‌های لاوی به شدت تحت‌تأثیر ایده‌ها و نظریات فردریش نیچه و آین رند بود.
شیطان‌گرایان لاویایی از آنجا که باور به موجودات فراطبیعی ندارند، هیچ موجودی را نیز قربانی نمی‌کنند؛ زیرا قربانی کردن موجودات، همواره برای تقرب به موجودی قدرتمندتر از بشر (خدا) انجام می‌شود که البته این عمل در شیطان‌گرایی و سایر ادیان ماتریالیستی هیچ جایگاهی ندارد.

## پایه‌گذاری
لاوی، شیطان‌گرایی لاویایی را در ایالت کالیفرنیا در ایالات متحده آمریکا و با تأسیس کلیسای شیطان در شب والپورگس سال ۱۹۶۶ بنیان گذاشت. او این سال را آنو سِیتانِس نامید. کلیسای شیطان تحت رهبری لاوی رشد کرد و گراتوهای محلی در سرتاسر ایالات متحده تأسیس شدند؛ تعدادی از این گراتوها در اوایل دهه ۱۹۷۰ از کلیسا جدا شدند تا سازمان‌های شیطان‌گرایی مستقلی را تشکیل دهند. در ۱۹۷۵، لاوی نظام گراتوها را از میان برداشت؛ پس از آن شیطان‌گرایی کمتر از گذشته یک جنبش سازمان‌یافته بود اما همچنان شدیداً تحت‌تأثیر نوشته‌های لاوی قرار داشت. در سال‌های بعد برخی از اعضای کلیسای شیطان این کلیسا را ترک کردند تا تشکیلات خود را، همچنان با پیروی از کلیسای شیطان، تأسیس کنند؛ از میان این تشکیلات می‌توان از نخستین کلیسای شیطان جان دویی اَلی و نخستین کلیسای شیطان کارلا لاوی نام برد.

## جادو
شیطان‌گرایی لاویایی همچنین انواعی از جادوگری را نیز دربر گرفته و بین دو نوع جادو تفاوت قائل می‌شود: جادوی بزرگ‌تر و جادوی کوچک‌تر.
جادوی بزرگ‌تر یک نوع آیین است که در نظر گرفته شده تا با روان‌پالایی سایکودراماتیک انرژی هیجانی فرد را به یک سمت متمرکز کند و نوعی خود درمانی نیز محسوب می‌شود. این آیین بر اساس سه موضوع اصلی روان‌شناسی-احساسی بنا شده که عبارت‌اند از محبت (یا عشق)، نابودی (یا بیزاری) و سکس (یا شهوت).
جادوی کوچک‌تر یک نوع کنترل روانی با استفاده از روان‌شناسی کاربردی و افسون (یا فریب) است تا جادوگر بتواند فرد یا شرایطی را به شکل دلخواه خود درآورد.